# (3269) Vibert-Douglas
(3269) Vibert-Douglas – planetoida z pasa głównego asteroid okrążająca Słońce w ciągu 4 lat i 237 dni w średniej odległości 2,78 j.a. Została odkryta 6 marca 1981 roku w Siding Spring Observatory w Australii przez Schelte Busa. Nazwa planetoidy pochodzi od Alice Vibert Douglas (1894-1988), kanadyjskiej astronom. Została zaproponowana przez C. J. Cunninghama, a zatwierdzona przez P. M. Millmana. Przed nadaniem nazwy planetoida nosiła oznaczenie tymczasowe (3269) 1981 EX16.